# Inostemma menippus
Inostemma menippus är en stekelart som beskrevs av Walker 1836. Inostemma menippus ingår i släktet Inostemma och familjen gallmyggesteklar. Inga underarter finns listade i Catalogue of Life.